# Övre Ljungadalens landskommun
Övre Ljungadalens landskommun var en tidigare kommun i Jämtlands län. Kommunkoden var 2325.

## Administrativ historik
Övre Ljungadalens landskommun bildades vid kommunreformen 1952 av delar av sju kommuner:
- Berg: Fastigheterna Börtnen och Flåsjön med 142 invånare (den 31 december 1950) och omfattande 161,18 km², varav 150,95 km² land.[1]
- Klövsjö: Hela kommunen.[1]
- Myssjö: Den obebodda fastigheten Svartåsen, omfattande 18,50 km², varav 18,30 km² land.[1]
- Oviken: Fastigheterna Galberget, Lövdalen, Viken 1:4, 2:4 och 3:6 samt del av Tossåsfjäll med 25 invånare (den 31 december 1950) och omfattande 120,55 km², varav 116,70 km² land.[1]
- Storsjö: Hela kommunen förutom vissa områden (fastigheterna Messlingen nr 1-4 och Bygget) med 74 invånare (den 31 december 1950) och omfattande 106,84 km², varav 102,54 km² land, som överfördes till Tännäs landskommun och Ljusnedals församling.[1]
- Vemdalen: Fastigheterna Gavelåsen, Källberget samt Henvålen 1:2 med 14 invånare (den 31 december 1950) och omfattande 111,00 km², varav 109,00 km² land.[1]
- Åsarne: Hela kommunen.[1]

Den 1 januari 1958 överfördes från Övre Ljungadalens landskommun och Storsjö församling till Tännäs landskommun och Ljusnedals församling ett område med 14 invånare och omfattande en areal av 8,82 km², varav 8,76 km² land.
1 januari 1971 blev Övre Ljungadalens landskommun en del av den nya Bergs kommun.

### Kyrklig tillhörighet
I kyrkligt hänseende tillhörde Övre Ljungadalens landskommun församlingarna Klövsjö, Storsjö och Åsarne.

## Kommunvapnet
Blasonering: I blått fält tre till ett gaffelkors sammanställda blixtar av silver och däröver i ginstammen tre trianglar av silver upptagande dennas hela bredd.
Vapnet fastställdes av Kungl. Maj:t den 24 november 1961 och upphörde 1971.

## Geografi
Övre Ljungadalens landskommun omfattade den 1 januari 1952 en areal av 2 761,09 km², varav 2 646,21 km² land.

### Tätorter i kommunen 1960
I Övre Ljungadalens kommun fanns tätorten Åsarna, som hade 330 invånare den 1 november 1960. Tätortsgraden i kommunen var då 12,5 procent.

## Politik

### Mandatfördelning i valen 1950-1966
| 15 | 20 |

| 35 |

| 14 | 21 |

| 33 |

| 13 | 22 |

| 35 |

| 16 | 17 | 2 |

| 35 |

| 14 | 11 | 3 | 7 |

| 34 |